# Burcy (Seine-et-Marne)
Burcy település Franciaországban, Seine-et-Marne megyében. Lakosainak száma 148 fő (2022. január 1.). Burcy Obsonville, Bromeilles, Desmonts, Fromont, Garentreville, Guercheville és Ichy községekkel határos.

## Népesség
A település népességének változása:
| Lakosok száma | 162  | 165  | 166  | 154  | 149  | 148  | 147  | 146  | 148  |
|               | 2013 | 2015 | 2016 | 2017 | 2018 | 2019 | 2020 | 2021 | 2022 |